# Гигин (лунный кратер)
Кратер Гигин (лат. Hyginus) — маленький вулканический кратер в северо-восточной части Центрального залива на видимой стороне Луны. Название присвоено в честь римского писателя, автора трактата «Астрономия» Гая Юлия Гигина (ок. 64 до н. э. — 17 н. э) и утверждено Международным астрономическим союзом в 1935 г.

## Описание кратера

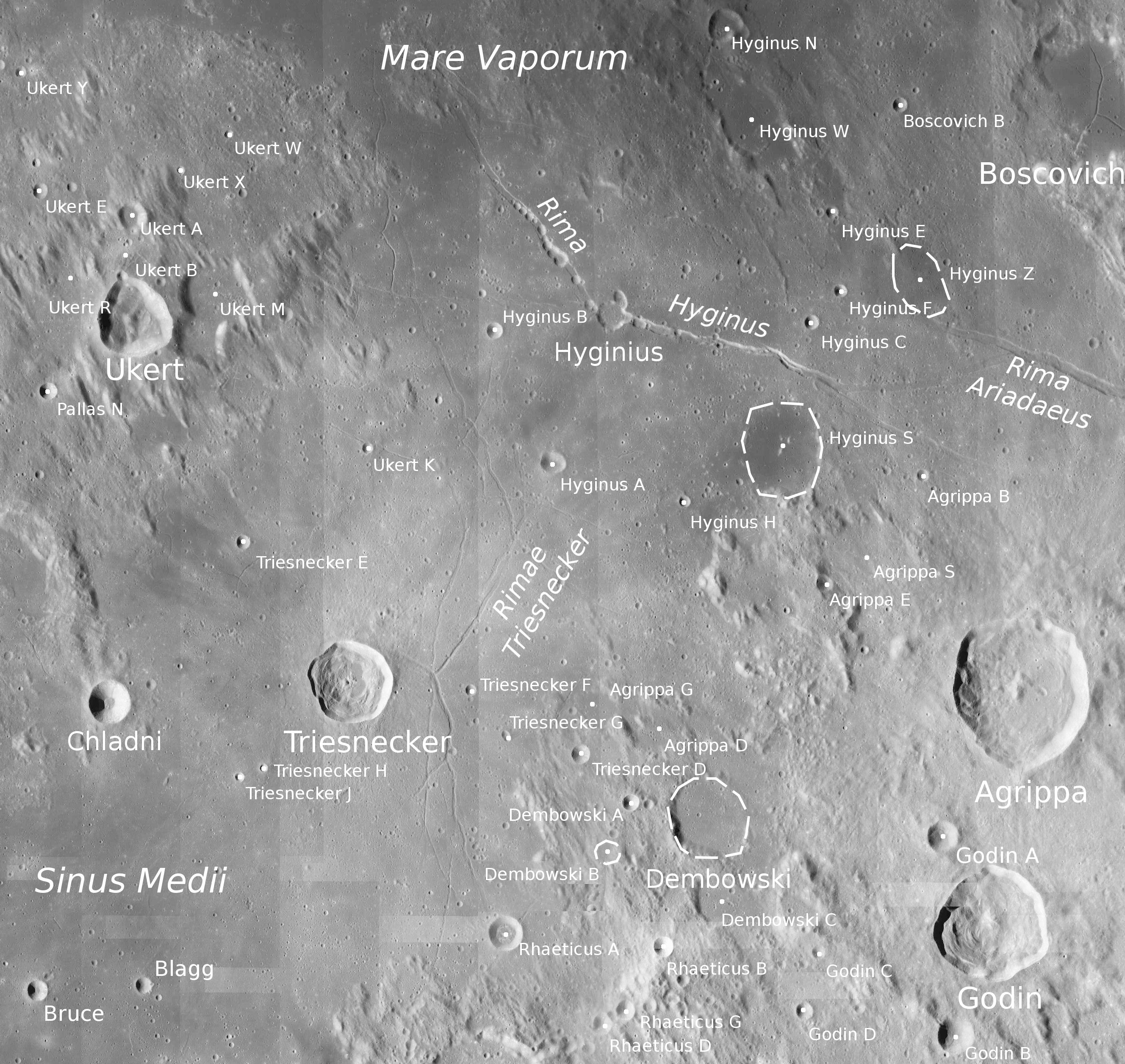
Окрестности кратера Гигин. Снимок Lunar Reconnaissance Orbiter.

Ближайшими соседями кратера являются кратер Укерт на западе; кратер Манилий на севере-северо-западе; кратер Бошкович на востоке-северо-востоке; кратер Зильбершлаг на востоке-юго-востоке; кратер Агриппа на юго-востоке; а также кратер Триснеккер на юго-западе. Кратер лежит посередине борозды Гигина, на севере от кратера находится Море Паров, на северо-востоке Озеро Нежности и Озеро Зимы, на востоке-юго-востоке борозда Аридея, на юго-западе борозды Триснеккера. Селенографические координаты центра кратера 7°46′ с. ш. 6°16′ в. д. / 7,76° с. ш. 6,27° в. д., диаметр 8,7 км, глубина 0,78 км.
Кратер является одним из немногих известных вулканических кратеров на поверхности Луны и вместе с бороздой Гигина образует приметную структуру для наблюдений. Вал, типичный для ударных кратеров отсутствует. объём кратера составляет приблизительно 30 км³.

## Места посадок космических аппаратов
Район кратера Гигин планировался как место посадки лунного модуля отмененной программы Аполлон-19.

## Сателлитные кратеры
| Гигин | Координаты                                          | Диаметр, км |
| ----- | --------------------------------------------------- | ----------- |
| A     | 6°19′ с. ш. 5°40′ в. д. / 6,32° с. ш. 5,66° в. д.   | 7,7         |
| B     | 7°37′ с. ш. 5°04′ в. д. / 7,61° с. ш. 5,07° в. д.   | 4,8         |
| C     | 7°41′ с. ш. 8°19′ в. д. / 7,69° с. ш. 8,31° в. д.   | 4,2         |
| D     | 11°24′ с. ш. 4°20′ в. д. / 11,4° с. ш. 4,33° в. д.  | 4,7         |
| E     | 8°45′ с. ш. 8°31′ в. д. / 8,75° с. ш. 8,52° в. д.   | 3,8         |
| F     | 7°59′ с. ш. 8°37′ в. д. / 7,99° с. ш. 8,61° в. д.   | 3,8         |
| G     | 10°58′ с. ш. 5°56′ в. д. / 10,97° с. ш. 5,93° в. д. | 3,8         |
| H     | 5°56′ с. ш. 7°01′ в. д. / 5,94° с. ш. 7,01° в. д.   | 3,4         |
| N     | 10°33′ с. ш. 7°26′ в. д. / 10,55° с. ш. 7,43° в. д. | 10,6        |
| S     | 6°25′ с. ш. 8°01′ в. д. / 6,41° с. ш. 8,01° в. д.   | 23,6        |
| W     | 9°37′ с. ш. 7°44′ в. д. / 9,62° с. ш. 7,74° в. д.   | 21,0        |
| Z     | 8°02′ с. ш. 9°26′ в. д. / 8,04° с. ш. 9,44° в. д.   | 23,2        |

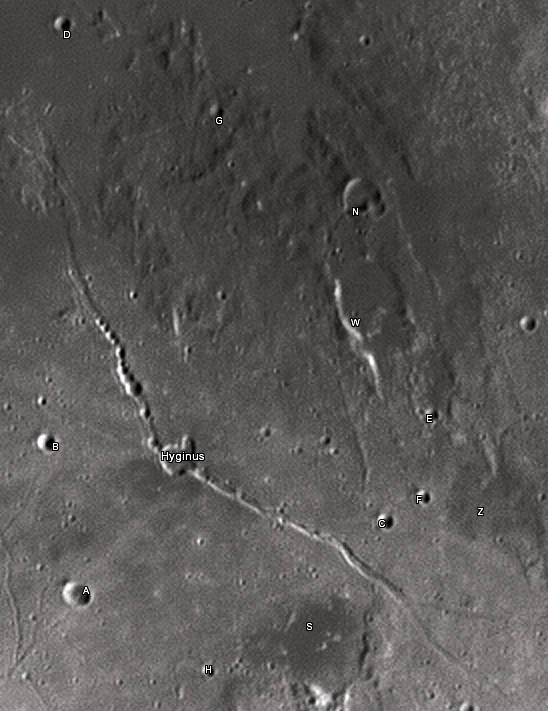
Снимок Девида Кемпбелла.

- В чаше сателлитного кратера Гигин S находятся два куполообразных возвышения, возможно имеющих отношение к вулканическим процессам.